# 공주 갑사 철당간
공주 갑사 철당간(公州 甲寺 鐵幢竿)은 충청남도 공주시 갑사에 있는, 남북국 시대 신라의 당간이다. 철로 만들어졌다. 1963년 1월 21일 대한민국의 보물 제256호로 지정되었다.

## 개요
갑사에 남아있는 당을 다는 깃대와 기둥이다. 지름 50센티미터의 철통 24개를 이어 놓은 당간의 높이는 약 15미터에 달하는데, 1893년에 4개의 철통이 부러져 처음보다 낮아졌다. 당간은 절 앞에 세우는 깃대인데 부처나 보살의 위신과 공덕을 표시하고 사악한 것을 내쫓는 기능을 하는 당이라는 깃발을 달기 위한 깃대이며, 당간지주는 당간을 좌우에서 지탱하기 위한 버팀 기둥을 말한다. 갑사에는 철당간과 지주가 온전한 모습으로 남아 있어 당간 형태를 연구하는 데 귀중한 자료가 되고 있다.
지주의 받침돌 측면에 새겨진 안상 조각으로 미루어 이 당간과 당간지주는 통일신라시대에 만들어진 것으로 추정된다. 갑사는 신라의 의상대사가 일으킨 화엄종의 10대 사찰의 하나였으므로 지금의 당간과 당간지주는 그 무렵에 만들어졌을 것으로 추정된다. 전체적으로 암록색의 풍화면을 보이고, 돌로 되어 있는 당간지주는 구성 광물의 차별풍화 탓에 겉이 울퉁불퉁하며, 지의류와 이끼류가 심하게 발생하고 있다.

## 참고 문헌
- 공주 갑사 철당간 - 국가유산청 국가유산포털
- 《충청남도지정문화재해설집》, 충청남도, 2001년